# エリック・ハロルド・ネヴィル
エリック・ハロルド・ネヴィル（英: Eric Harold Neville、1889年1月1日 - 1961年8月22日
）は、イギリスの数学者。E. H. Neville の名で知られる。彼の生涯を大幅にフィクション化した描写は、2007年の小説 The Indian Clerk で描かれている。 シュリニヴァーサ・ラマヌジャンにイングランドに渡航するよう説得した。

## 生い立ち
1889年1月1日、ロンドンで生まれた。ウィリアム・エリス・スクールに通い、数学教師パーシー・ナンによって、その数学の能力を認められた。1907年、ケンブリッジ大学トリニティ・カレッジに入学し、2年後にセカンド・ラングラーとして卒業した。その後カレッジのフェローシップに選出された。
カレッジに在学していた間に、ネヴィルはバートランド・ラッセルやゴッドフレイ・ハロルド・ハーディなど、ケンブリッジ大学のフェローと知り合った。
1913年、アリス・ファーンフィールド（Alice Farnfield, 1875-1956）と結婚した。子供エリック・ラッセル・ネヴィル（Eric Russell Neville）は1914年の最初の誕生日を迎える前に没した。アリスの没後、ネヴィルは数学者ドロシー・モード・リンチと親密になった。リンチの伝記作者は、1930年からネヴィルがリンチを愛していたと考えた。

## 功績
ネヴィルの主要な専門分野は幾何学で、特に微分幾何学が早期の作品の題目を占める。トリニティのフェローになって初期の頃に、軸の移動に関する論文において、直交座標系の制約を取り除くことで、ジャン・ガストン・ダルブーによる動く三つ組の座標と回転の係数の手法を拡張した。1921年、 The Fourth Dimension を発表し四次元における幾何学的手法を発展させた。ケンブリッジ大学在学中は、論理的数学基礎論のラッセルの作品に影響され、1922年に Prolegomena to Analytical Geometry を発表した。これは複素幾何学を含む解析幾何学の基礎論の論文で、分野の公理的な発展をもたらした。
1914年、客員講師としてインドに越しハーディからの要求に応えインドの数学者シュリニヴァーサ・ラマヌジャンに、イギリスへの帰還に同行するよう説得した。 このようにして100年前に、最も有名な数学者らの協力の始まりの重要な役割を担った。
多項式補間のネヴィルのアルゴリズムは現在も広く用いられる。
1914年夏に突如起こった第一次世界大戦では、視力の衰えのためにネヴィルは軍に所属しなかったが、戦争に反対する立場を明確にした。恐らくこの平和主義的な宣言を理由にして、1919年ケンブリッジ大学はネヴィルのフェローシップを更新しなかった。

## レディング大学
ケンブリッジ大学を離れてすぐに、ネヴィルはレディング大学の数学科長に指名された。数年後、ネヴィルの功績によって大学は認可を受け、1926年から独自に学位を授与することが可能になった。
ネヴィルは楕円函数に強い関心を持ち、1920年代から大学院生に楕円関数の科目を教えた。彼は最近のこの科目の衰退は、複雑な公式への依存、記法の違いや混同による多様化、テータ関数への熟知に依存した人為的な定義が理由であると考えた。1940年の病気の療養期間に、ネヴィルは講義資料を出版可能な形に変え、これは彼の最も有名な作品 Jacobian Elliptic Functions (1944) になった。
2つの単純な極を持つ二重周期関数の群をヴァイエルシュトラスの楕円函数と関連付けることで、ネヴィルは既存の記法を修正し体系的なアプローチを提供することと、ヤコビの楕円関数の単純な派生物を与えることに成功した。不幸にも、ネヴィルの意図である"to restore the Jacobian functions to the elementary curriculum" (1951, vi) （初等教育課程にヤコビ関数を復活させること）は叶わなかった。楕円関数への古典的なアプローチの優位性に実質的な影響を与えるにはあまりに遅かった。

1954年、ネヴィルはレディング大学の職を去ったが、雑誌 The Mathematical Gazette へ論文を寄稿し続けた。1961年の没時は、楕円関数に関する書籍の続編の執筆の最中であった。ある死亡記事は次のように述べている。
 "so brilliant and versatile a talent could have been harnessed to some major mathematical investigation"

## メンバーシップと賞
ネヴィルはいくつかの数学・科学団体の活発な会員であった。1913年ロンドン数学会のメンバーシップに選ばれて、1926年から1931年まで数学会の会議に参加していた。頻繁に英国科学振興協会の会議に頻繁に出席し、1950年には部門A（数学・物理部門）の長を務めた。他に1931年から1947年まで王立協会の傘下となった数表委員会の会長を務め、オーダー1025のファレイ数列の表（1950）と、直交座標と極座標の変換表（1956）の2つの表の制作に貢献した。

## ネヴィルの定理
平面幾何学にはネヴィルの定理（Neville's theorem）と呼ばれる定理が存在する。
平面上の3点F1, F2, F3について、それぞれ(F2, F3), (F3, F1), (F1, F2)を焦点とする円錐曲線C1, C2, C3を書く。C1, C2, C3のうちの2つの共通弦（2交点を結ぶ直線）延べ3本は一点で会する。

## 作品
- 1921: The Fourth Dimension, Cambridge University Press, ミシガン大学 Historical Math Collection のウェブリンク。
- 1922: Prolegomena to Analytical Geometry in Anisotropic Euclidean Space of Three Dimensions, Cambridge University Press,  インターネットアーカイブ。
- 1942: 'Srinivasa Ramanujan" Nature 149:292.
- 1944: Jacobian Elliptic Functions, Clarendon Press [8]